# Drei Freunde ...und Jerry
Drei Freunde ... und Jerry (schwed. Originaltitel: De tre vännerna ... och Jerry) ist eine in Schweden produzierte Zeichentrickserie, die erstmals 1998 und 1999 ausgestrahlt wurde.

## Inhalt
Der 10-jährige Jerry ist der neue in der Klasse im Dorf. Er möchte bei der Jungs-Clique um Frank, Thomas und Eric mitmischen und hat stets, teilweise haarsträubende, Ideen um sich Anerkennung zu verschaffen. Auch versuchen die Jungs meist vergeblich, die Mädchen zu beeindrucken. Doch diese wenden sich ab und schwärmen für ältere Jungs.

## Produktion und Veröffentlichung
Die Serie basiert auf einer Idee des schwedischen Trickfilmers Magnus Carlsson, der durch seine eigene Kindheit inspiriert wurde. Die Serie wurde in Stockholm bei Happy Life produziert und beinhaltet pro Folge zwei oder drei kurze Episoden.

## Synchronisation
| Rolle    | Originalsprecher   | deutsche Sprecher |
| -------- | ------------------ | ----------------- |
| Jerry    | Viktor Birath      | Dorothea Anzinger |
| Frank    | Sean Bussoli       | Andrea Wick       |
| Linda    | Gabriella Wegdell  | Natalie Löwenberg |
| Erzähler | Krister Henriksson | Benedikt Weber    |